# Rola epizodyczna
Rola epizodyczna – drugoplanowa rola aktorska z co najmniej jednym zdaniem dialogu. W telewizji mianem tym określa się rolę, w której aktor wypowiada mniej niż 6 zdań. Aktorzy epizodyczni wymieniani są w napisach końcowych danej produkcji, w przeciwieństwie do statystów, którzy nie wypowiadają żadnych kwestii, a ich nazwiska nie widnieją w napisach końcowych. Wyjątkiem jest pojawienie się w filmie znanego aktora lub innej znanej osobistości. Jej nazwisko odnotowywane jest w obsadzie, aby przydać filmowi splendoru.
Epizody są zazwyczaj ważną częścią fabuły, jak np. rola Jacka Albertsona jako pracownika poczty w filmie z 1947 r. Miracle on 34th Street. Niektóre postacie epizodyczne są dobrze zapamiętywane. Przykładem jest Boba Fett, z kilkoma zdaniami w V części Gwiezdnych wojen (Imperium kontratakuje; ang. The Empire Strikes Back) oraz żadnym (oprócz krzyku) w VI części Gwiezdnych wojen (Powrót Jedi; ang. Return of the Jedi). Innym przykładem jest Panna Moneypenny albo Q z filmów o Jamesie Bondzie.